# 吳宗權
吳宗權，BBS，JP（1978年—） ，會德豐有限公司主席、會德豐地產（香港）有限公司常務董事及九龍倉中國地產發展有限公司常務董事，為包玉剛的外孫丶第十四屆全國政協委員。
他曾於香港及英國接受教育，及後畢業於美國普林斯頓大學建築系本科，並於2010年獲香港科技大學商學院和美國西北大學凱洛格管理學院聯合頒授工商管理碩士學位 （行政人員工商管理碩士課程）。2016年，他獲薩凡納藝術設計大學頒發人道文學榮譽博士學位。
他於2005年加入會德豐集團之前，曾從事於金融服務及房地產行業。2013年7月，他獲委任為會德豐董事兼常務董事，並於2014年1月出任會德豐主席。
1. ↑  .   [2023-09-08]. （原始内容存档于2023-09-08）.
2. ↑  .   [2023-09-08]. （原始内容存档于2023-09-08）.
3. ↑  .   [2023-09-08]. （原始内容存档于2023-09-08）.